# Comarque de Cordoue

La Comarque de Cordoue est une comarque située dans la province andalouse de Cordoue.
Son territoire se limite à la seule commune de Cordoue, qui comprend la ville de Cordoue proprement dite, ainsi que vingt-neuf pedanías : Abolafia de la Torre, Alameda del Obispo, Alcolea (es), Castillo de la Albaida, Cerro Muriano, El Higuerón, El Tarajal, Encinarejo de Córdoba, Estación de Fernán Núñez, La Balanzona, Las Ermitas, Las Quemadas, Lope Amargo, Los Arenales, Los Cansinos, Los Morales, Majaneque, Medina Azahara, Ntra. Sra. de Linares, Pedroches, Pragdena, Puente Viejo, Santa Cruz (es), Santa Rosa (es), Santo Domingo, Santa María de Trassierra, Torres Cabrera, Valchillón, Villarrubia. Ces pedanías sont des groupes d'habitations (villages, hameaux,...) situés sur le territoire d'une commune dont ils sont dépendants (Cordoue, dans le cas présent), tout en jouissant d'une certaine autonomie vis-à-vis de leur municipalité de rattachement.

## Source
- (es) Cet article est partiellement ou en totalité issu de l’article de Wikipédia en espagnol intitulé « Comarca de Córdoba » (voir la liste des auteurs).